# Nobushige Tabata
Nobushige Tabata (japanisch 田端 信成 Tabata Nobushige; * 9. April 1989 in Shiroi) ist ein ehemaliger japanischer Fußballspieler.

## Karriere
Tabata erlernte das Fußballspielen in der Jugendmannschaft vom FC Tokyo und der Universitätsmannschaft der Aoyama-Gakuin-Universität. Seinen ersten Vertrag unterschrieb er 2012 bei Sagawa Printing Kyoto. Der Verein spielte in der dritthöchsten Liga des Landes, der Japan Football League. Für den Verein absolvierte er 28 Ligaspiele. 2015 wechselte er zum Drittligisten Grulla Morioka. Für den Verein absolvierte er 13 Ligaspiele. 2016 wechselte er zum Zweitligisten Renofa Yamaguchi FC. Ende 2016 beendete er seine Karriere als Fußballspieler.